# 柳演
柳演（1433年—1482年），字宗疇，號絀庵，浙江溫州府平陽縣人，明朝政治人物。進士出身。三月十五日生。

## 生平
天順六年（1462年）壬午科浙江鄉試第十三名。年三十四，中式成化二年（1466年）丙戌科會試第九十三名，殿試登進士第三甲第二百三十名。授南直隶常州府推官，三載任满，升本府同知，成化十八年壬寅（1482年）改任江西臨江府同知，是年十二月十三日，回至金华兰溪，不幸因病身故，享年50岁。

## 家族
曾祖柳儒珍。祖父柳靖一，曾任義民。父亲柳天慶。娶高氏，無子，以伯兄子柳昌继后。侄子柳杲考中明成化十六年（1480）庚子科浙江乡试举人，任府通判。